# Гавайское филателистическое общество
Гавайское филателистическое общество (англ. Hawaiian Philatelic Society) — организация коллекционеров почтовых марок на Гавайях, учреждённая с целью проведения встреч, филателистических выставок, аукционов по продаже филателистами дубликатов почтовых марок и обмена филателистической информацией. Основано в 1911 году и является ассоциированным членом Американского филателистического общества (АФО).

## Описание
В Обществе зарегистрировано около 350 членов, половина из которых базируется на Гавайях. Остальные члены Общества живут на континентальной части США, в Японии, Германии и Южной Америке. Кроме того, имеется 15—20 членов юношеского клуба/ Бланки для вступления в члены общества доступны на информационной веб-странице общества.

## Собрания Общества
Гавайское филателистическое общество проводит собрания в 19:00 каждый второй вторник месяца в Клубе Ассоциации выпускников Колледжа св. Людовика (Сент-Луис, St. Louis Alumni Association Clubhouse, англ. Saint Louis School), расположенном в Гонолулу по адресу:

925 Isenberg Street, Moiliili, Honolulu, USA

Каждое собрание включает заседание по рассмотрению организационных вопросов, затем доклад с демонстрацией слайдов, программа или показ экспоната филателистической коллекции и аукцион по реализации около 125 лотов. Каждый второй вторник декабря проводится рождественская вечеринка.

## Руководство
В правление Гавайского филателистического общества входят президент, первый и второй вице-президенты, секретарь, казначей, аукционист, представитель в АФО и председатель экспертной комиссии. Заседания правления Общества проводятся в четвёртый понедельник месяца в 19:00.
По состоянию на начало 2011 года, руководящие должности в Обществе занимали:
- Уэйн Якума (Wayne Yakuma) — президент.
- Первый вице-президент — вакантная должность.
- Раймонд ДеХэй (Raymond DeHay) — второй вице-президент.
- Линда Старр (Linda W. L. Starr) — секретарь.
- Кей Хоук (Kay H. Hoke) — казначей.
- Говард Кадохиро (Howard M. Kadohiro) — аукционист.
- Гарри Фольетта (Harry Foglietta) — представитель в АФО.
- Дон Медкалф (Don Medcalf) — председатель экспертной комиссии.

## Журнал
Общество издаёт ежеквартальный филателистический журнал под названием «Почтовая марка Гавайев» («Po’oleka O Hawai’i»). Его редактором, по состоянию на 2011 год, был Грегори Чанг (Gregory Chang), живущий в Конкорде (штат Калифорния), и заместителем редактора — Сэнди Вонг (Sandy Wong). Члены Общества получают журнал в счёт ежегодного членского взноса, который составляет $24. Обычная подписка стоит $8 на год (четыре номера).

## Ранняя история

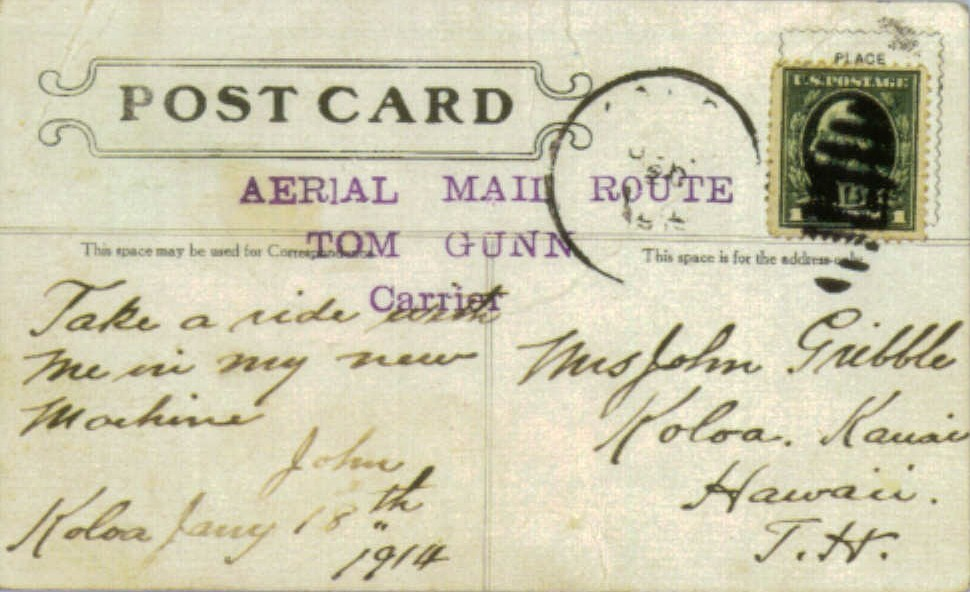
Почтовая карточка первого авиапочтового рейса на Гавайях, организованного во время авиационной выставки «Flying Exhibition Koloa HI» (1914)

В числе первых гавайских филателистов называются Джон Гриббл (John T. Gribble) из Гонолулу, Гай Дакворт (Guy L. Duckworth) из Папаалоа (Papaaloa) и Олаус Блэкстед (Olaus Blackstad) из Ваимеа (Waimea), которые уже в 1908 году были указаны в списке членов АФО.
13 апреля 1911 года на островах было создано Гавайское филателистическое общество, которое стало 42-м аффилированным отделением АФО. Его первым президентом был У. Уолтерс (W. Wolters), другие должности в первом составе правления Общества занимали:
- вице-президент Дж. Т. Гриббл,
- секретарь Б. Картрайт-младший (B. Cartwright, Jr.),
- казначей Ф. У. Вуд (F. W. Wood),
- члены правления Чарльз Густес-младший (Charles Hustace, Jr.), А. Ф. Кук (A. F. Cooke), Ч. Карстон (C. Karston).

Некоторые изменения в правлении Общества произошли в 1912 году, когда были выбраны новые секретарь У. Парк (W. C. Parke) и члены правления Б. Картрайт-младший, Э. М. Эрхорн (E. M. Ehrhorn), Ч. Дж. Купер (C. J. Cooper).
В 1913 году президентом Общества стал Джон Гриббл. Кроме Гриббла, руководство Обществом в этом году осуществляли:
- вице-президент У. Парк,
- секретарь Артур Линнеманн (Arthur C. O. Linnemann),
- казначей Б. Бирдмор (B. F. Beardmore),
- члены правления Б. Картрайт-младший, Э. М. Эрхорн, Ч. Дж. Купер.

В 1914 году Дж. Гриббл организовал доставку авиапочты во время одного из экспериментальных выставочных полётов в Колоа (Koloa).
В последующие годы пост президента Общества занимали:
- У. Парк (1914)[12],
- У. T. Монсаррат (W. T. Monsarrat; 1915)[13],
- Ч. Б. Паркер (C. B. Parker; 1916)[14].

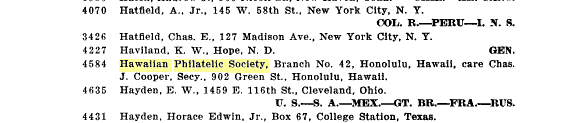
Данные о Гавайском филателистическом обществе в издании Американского филателистического общества «The Philatelist» (1916)

## Филателистические выставки

### Первая выставка
Гавайское филателистическое общество с самого основания поставило перед собой задачу проводить ежегодные филателистические выставки.
Первая такая выставка открылась 8 мая 1913 года и проходила в течение одного дня в игровом зале здания YMCA в Гонолулу. На ней были представлены почтовые марки Гавайев и других стран из частных коллекций членов Общества и некоторых других филателистов. В жюри выставки вошли Олаус Блэкстед, Артур Линнеманн, Дж. П. Уайлдер (G. P. Wilder) и Джоб Бэтчелор (Job Batchelor). Экспонаты размещались на 14 длинных столах, сделанных в виде застеклённых витрин, и в общей сложности насчитывали свыше 20 тысяч марок, которые все вместе оценивались в $70 000.
Одно из центральных мест на выставке занимал экспонат Чарльза Густеса-младшего, включавший листы и платинг самого первого гавайского выпуска 1851—1852 годов, кроме редчайшей самой первой марки номиналом в 2 цента. Вся коллекция не имела на тот момент себе равных в мире и оценивалась в $13 000.
Победителями выставки были объявлены следующие коллекционеры и выставленные ими собрания:
- Джон Гриббл — коллекции марок Северной Америки, Великобритании, Африки, Канады.
- Чарльз Густес-младший — почти полная коллекция марок Гавайского королевства и последующих самостоятельных гавайских администраций, а также коллекции гавайских марок с ошибками и изображениями гавайских королей.
- К. П. Эмори (K. P. Emory[20]) — генеральная коллекция марок Азии.
- А. Ф. Кук — марки 1893 года выпуска.
- Ч. Максвелл (C. Maxwell) — марки Новой Зеландии.
- У. T. Монсаррат — марки Зоны Панамского канала.
- Джеймс Кэмпбелл (James Campbell) — марки Португалии.
- Л. Терстон-младший (L. Thurston, Jr.) — генеральная коллекция марок Европы.

### Последующие выставки
Среди других филателистических выставок, проводившихся на Гавайях, можно упомянуть следующие:
- «HAPEX» (1951) — Гавайская филателистическая выставка в честь 100-летия выхода первых марок Гавайского королевства (Hawaiian Centennial Philatelic Exhibition), 27—30 июня 1951, Гонолулу[21]. По случаю выставки были подготовлены постерная марка[англ.], художественный конверт и специальный почтовый штемпель[22][23].
- «HAPEX APS '70» — Гавайская филателистическая выставка и 84-я ежегодная конвенция АФО, 5—8 ноября 1970, Гонолулу. Специально для этого события были выпущены сувенирная карточка, красочный конверт и листы из 20 постерных марок трёх разновидностей цвета[24][25][26][27].
- «HAPEX 84» — Гавайская филателистическая выставка в ознаменование серебряного юбилея обретения Гавайями статуса штата, январь 1984, Гонолулу. Известны памятный конверт[англ.] и специальный штемпель, приуроченные к этому мероприятию[28].

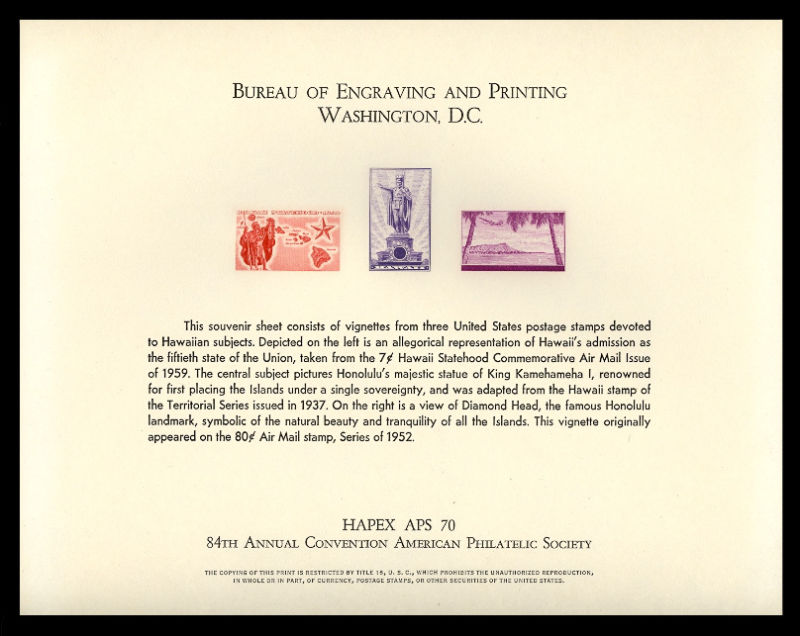
Сувенирная карточка, отпечатанная в Бюро гравировки и печати США в связи с филателистической выставкой Американского филателистического общества «HAPEX APS 70» (1970)

## Некоторые труды Общества
- Burns E. J. Additions to Hawaiian Postal History. — Honolulu: Hawaiian Postal Study Group/Hawaiian Philatelic Society, 1972. (англ.) (Дата обращения: 17 января 2011) Архивировано 18 июня 2008 года.
- Burns E. J. Additions to Hawaiian Postal History. — Honolulu: Hawaii Postal History Study Group/Hawaiian Philatelic Society, 1980. — Vol. I. (англ.) (Дата обращения: 17 января 2011)
- Burns E. J. Additions to Hawaiian Postal History. — Honolulu: Hawaiian Philatelic Society, 1980. — Vol. II. (англ.) (Дата обращения: 17 января 2011) Архивировано 18 июня 2008 года.
- Burns E. J. December, 1988 Update Of: Additions to Hawaiian Postal History, Vol. II. — Honolulu: Hawaiian Philatelic Society, 1988. (англ.) (Дата обращения: 17 января 2011) Архивировано 18 июня 2008 года.
- Burt R. E. Adhesive Revenue Stamps of Hawaii: Their History and Use. — Hawaiian Philatelic Society, 1986. — 114 p. (англ.) (Дата обращения: 17 января 2011)
- Crampon L. J. Aerophilatelic Flights, Hawaii and the Central Pacific, 1913—1946. — Hawaiian Philatelic Society, 1980. — 138 p. (англ.) (Дата обращения: 17 января 2011)
- Hawaiian Philatelic Society. Constitution and By-Laws of the Hawaiian Philatelic Society, Honolulu, Hawaii. — Hawaiian Philatelic Society, 1911. — 14 p. (англ.) (Дата обращения: 17 января 2011)
- Hoke K. H. The Hawaii Townmark Identifier. — Hawaiian Philatelic Society, 1995. (англ.) (Дата обращения: 17 января 2011)